# 赵国田
赵国田（1930年11月28日—2018年7月18日），男，山东昌乐人，中国电机工程师，语音信号处理专家，哈尔滨工业大学教授。

## 生平
1930年11月28日生。原籍山东省昌乐县。1956年7月毕业于哈尔滨工业大学电机系电机及电器控制专业。1957年9月至1959年9月在同校就读电测专业在职研究生。1956年9月至1980年9月在哈尔滨工业大学电机系任教，1980年4月至1982年4月在日本名古屋大学电气工学科做访问学者。回国后组建语音技术研究室。1982年5月任副教授。1983年3月至1986年4月任无线电工程系语音信号处理研究室主任。研制出语音式汉字输入系统，在汉字信息处理方面获得突破性成果。1985年9月获黑龙江省人民政府授予的优秀教师称号。1986年4月晋升教授。1992年开始享受国务院政府特殊津贴。1998年3月退休。2018年7月18日1时35分在加拿大逝世，享年88岁。代表性论文《汉语单语识别用匹配法的优化研究》。